# Teresa Yi Mae-im
Św. Teresa Yi Mae-im (ko. 이매임 데레사) (ur. 1788 r. w Korei – zm. 20 lipca 1839 r. w Seulu) – męczennica, święta Kościoła katolickiego.
Teresa Yi Mae-im była ciotką innych męczennic katolickich: Barbary Yi Chŏng-hŭi i Magdaleny Yi Yŏng-hŭi. Podczas prześladowań Teresa Yi Mae-im razem z trzema pobożnymi kobietami (Łucja Kim Nusia, Marta Kim Sŏng-im, Magdalena Yi Yŏng-hŭi) oddała się same w ręce policji. Została ścięta 20 lipca 1839 r. w miejscu straceń za Małą Zachodnią Bramą w Seulu razem z 7 innymi katolikami (Różą Kim No-sa, Martą Kim Sŏng-im, Anną Kim Chang-gŭm, Janem Chrzcicielem Yi Kwang-nyŏl, Magdaleną Yi Yŏng-hŭi, Łucją Kim Nusia i Marią Wŏn Kwi-im).
Dzień jej wspomnienia przypada 20 września (w grupie 103 męczenników koreańskich).
Beatyfikowana 5 lipca 1925 r. przez papieża Piusa XI, kanonizowana 6 maja 1984 r. przez Jana Pawła II w grupie 103 męczenników koreańskich.